# № 2 (Самарская область)
№ 2 — железнодорожный разъезд (тип населённого пункта) в Борском районе Самарской области. Входит в состав сельского поселения Большое Алдаркино.

## География
Населённый пункт находится в западной части Бузулукского бора, у железнодорожной линии Самара — Оренбург, на расстоянии примерно 16 км (по прямой) к юго-востоку от села Борское, административного центра района .

### Часовой пояс
Железнодорожный разъезд № 2, как и вся Самарская область, находится в часовой зоне МСК+1. Смещение применяемого времени относительно UTC составляет +4:00.

## История
Населённый пункт появился при строительстве железной дороги. В селении жили семьи тех, кто обслуживал железнодорожную инфраструктуру разъезда.

## Население
| 2010 |
| ---- |
| 2    |

### Национальный состав
Согласно результатам переписи 2002 года, в национальной структуре населения русские составляли 50 % из 4 чел.

## Улицы
В населённом пункте имеется одна улица — Дачная.

## Инфраструктура
Действует остановочный пункт 1236 км.